# Frassinoro
Frassinoro – miejscowość i gmina we Włoszech, w regionie Emilia-Romania, w prowincji Modena.
Według danych na rok 2004 gminę zamieszkiwało 2159 osób, 22,7 os./km².